# Peronosporales
Die Peronosporales bilden eine Ordnung der Eipilze (Peronosporomycetes), die als Krankheitserreger eine wichtige Rolle spielen können.
Viele Pflanzenkrankheiten werden als von Arten dieser Ordnung ausgelöst klassifiziert, aber gelegentlich für von Pythiales-Arten ausgelöst gehalten. Einige dieser Protisten sind für Krankheiten wie die Kraut- und Braunfäule der Tomate oder die Kraut- und Knollenfäule der Kartoffel (Phytophthora infestans), das Eukalyptus-Sterben (Phytophthora cinnamomi), den „plötzlichen Eichentod“ (englisch sudden oak death; Phytophthora ramorum) oder den Tabakblauschimmel (Peronospora hyoscyami f.sp. tabacina) verantwortlich.

## Taxonomie
Folgende Familien sind beschrieben:
- Crypticolaceae
- Ectrogellaceae
- Myzocytiopsidaceae
- Peronosporaceae
- Pontismataceae
- Pythiaceae
- Pythiogetonaceae
- Salisapiliaceae
- Sirolpidiaceae